# Szlepcse (Dolneni)
Szlepcse (macedónul: Слепче) település Észak-Macedóniában, a Pelagonijai körzet Dolneni járásában.

## Népesség
| Lakosok száma | 700  | 732  | 692  | 577  | 256  | 132  | 102  | 68   | 34   |
|               | 1948 | 1953 | 1961 | 1971 | 1981 | 1991 | 1994 | 2002 | 2021 |

2002-ben 68 lakosa volt, akik közül 67 macedón és 1 szerb.